# Flamita
Flamita (nacido el 30 de noviembre de 1994) es un luchador profesional mexicano, es mejor conocido principalmente por su trabajo para Impact Wrestling, Lucha Libre Elite, Lucha Libre AAA Worldwide, The Crash, Desastre Total Ultraviolento (DTU) y Dragon Gate. Actualmente es un luchador independiente que trabaja en el circuito independiente de México, Estados Unidos y Japón.
Flamita se une regularmente a Bandido, formando un conocido conocido como "Mexablood". Dave Meltzer ha llamado a Flamita como "uno de los mejores luchadores de altos vuelos del mundo", comparándolo con Rey Mysterio.
Dentro de sus logros, está el haber sido dos veces Campeón en Parejas; una vez Campeón en Parejas de Progress y una vez Campeón en Parejas de The Crash.[cita requerida]

## Carrera

### Carrera temprana (2009–2012)
Tanto el padre como el abuelo de Flamita eran luchadores profesionales; su padre trabajó bajo el nombre de El Retador, mientras que su abuelo era conocido como Toro Negro. Después de cinco años de entrenamiento, hizo su debut profesional en lucha libre el 12 de diciembre de 2009, bajo el nombre de Flamita, que obtuvo de su tío, quien había luchado bajo el nombre de Flama Roja.
Flamita comenzó su carrera como luchador en el circuito independiente mexicano, siendo más conocido por su trabajo en la empresa Desastre Total Ultraviolento (DTU), en donde capturó el Campeonato Alto Rendimiento en dos ocasiones. Además, también trabajó para Alianza Universal de Lucha Libre (AULL), donde ganó el Campeonato de Peso Ligero de AULL en abril de 2012, y lo abandonó dos meses después.

### Asistencia Asesoría y Administración (2011-2016)
El 26 de junio de 2011, Flamita hizo su debut para una de las mejores promociones de México, Asistencia Asesoría y Administración (AAA), en un evento benéfico coproducido por AAA y DTU. A lo largo de 2013, Flamita trabajó en varios shows de AAA, principalmente luchando en dark match o pre-shows. También formó parte de la división de corta duración, siendo reclutado como parte de la lista de AAA Fusion. AAA supuestamente quería que Flamita asumiera el papel de Octagón Jr., pero rechazó la oferta para continuar trabajando en Japón.
Luego de su éxito en Japón y meses de rumores de que AAA estaba interesado en firmarlo a tiempo completo, Flamita regresó a la empresa el 10 de julio de 2015, ahora trabajando bajo el nuevo nombre de Fireball y formando equipo con Ludxor en su duelo, donde derrotaron a Daga y Steve Pain. Después de la aparición, Flamita anunció que no había firmado un contrato con AAA y que aún estaba en negociaciones con la empresa. Flamita comenzó a trabajar para AAA a tiempo parcial en noviembre de 2015.
El 4 de marzo de 2016, Flamita fue re-envasado como el segundo Octagón Jr. Fue rápidamente calificado como "fraude" por Octagón, el luchador en el que se basaba el personaje, quien declaró que no le había dado a AAA el permiso para presentar otro Octagón Jr. El 10 de abril, Octagón Jr. fue confrontado y desenmascarado por Octagón durante una firma de autógrafos. Tres días después, Octagón presentó su propio Octagón Jr. o "El Hijo de Octagón", supuestamente retratado por su hijo. El 27 de abril, Flamita declaró que, por respeto a Octagón, dejaba caer el truco de Octagón Jr., dejaba oficialmente a AAA y regresaba al circuito independiente con el nombre de Flamita.

### Dragon Gate (2013-presente)
En octubre de 2013, se anunció que Flamita, junto con su compatriota Rocky Lobo, había sido firmada por la empresa japonesa Dragon Gate. Hizo su debut para la promoción el 26 de octubre de 2013, como parte del stable Millennials. El 5 de diciembre, Flamita y sus compañeros Eita y T-Hawk ganaron un torneo de una noche para convertirse en los contendientes número uno en el Open the Triangle Gate Championship y luego derrotaron a Mad Blankey (BxB Hulk, Cyber Kong y Yamato). Esa misma noche para convertirse en los nuevos campeones. Perdieron el título ante Jimmyz (Jimmy Susumu, el Mr. Kyu Kyu Naoki Tanizaki Toyonaka Dolphin y Ryo "Jimmy" Saito ) el 22 de diciembre.

### Lucha Underground (2016)
A principios de 2016, mientras aún estaba en AAA, Flamita participó en las dos grabaciones de la temporada de Lucha Underground bajo el nombre de Night Claw. Su episodio debut salió al aire el 22 de junio de 2016.

### Circuito independiente (2016-presente)
Tras su salida de la AAA, Flamita hizo su debut en la Arena México el 9 de junio de 2016, trabajando en un evento organizado por Lucha Libre Elite. El 1 de septiembre de 2017, Flamita hizo su debut para el Pro Wrestling Guerrilla (PWG) en el sur de California, al ingresar al torneo de Battle of Los Angeles 2017, del cual fue eliminado en la primera ronda por Ricochet.

### Progress Wrestling (2018)
Durante la gira de promoción británica Progress Wrestling de los Bandido y Flamita derrotaron a AR Fox y Chris Brookes para ganar el Campeonato en Parejas de Progress. MexaBlood viajó a Inglaterra a fines de septiembre de 2018 para trabajar una vez más en la lucha de Progress. El 30 de septiembre, el dúo perdió el Campeonato en Parejas de Progress ante Aussie Open (Kyle Fletcher y Mark Davis) concluyendo así su reinado de 50 días.

### Regreso a la AAA (2018-2019)
A mediados de 2018, Lucha Libre AAA Worldwide (AAA) comenzó una historia donde "Lucha Libre Elite" (ya no es una promoción separada) invadió AAA. Como parte de la rivalidad de la "Invasion", AAA trajo a varios exluchadores de LLE, incluido a Bandido. Bandido, Flamita y Aramis hicieron su debut en AAA, siendo derrotados ante El Nuevo Poder del Norte (Carta Brava Jr., Mocho Cota Jr. y Tito Santana) Flamita apareció en su primera historia principal de AAA cuando participó en un trío. El 2 de agosto, Flamita fue derrotado ante Fénix donde fue contendiente número uno y enfrentarse a Jeff Jarrett por el Megacampeonato de AAA en Triplemanía XXVI.
El 25 de agosto en Triplemanía XXVI, Mexablood derrotó a Team AAA (Aero Star y Drago), el Equipo Elite (Laredo Kid y Golden Magic) y el Team Impact (DJZ y Andrew Everett) que se convierten en los contendientes número uno y enfrentarse a Los Mercenarios (El Texano Jr. y Rey Escorpión) por el Campeonato Mundial en Parejas de AAA en Héroes Inmortales XII.
A principios de diciembre de 2019, Flamita fue despedido de la AAA debido a que no se pudo presentar en Triplemanía Regia, por ausencia en su último día de Lucha Capital y también se sabe por haber firmado un contrato con Ring of Honor.

## Campeonatos y logros
- Alianza Universal de Lucha Libre
  - AULL Lightweight Championship (1 vez)[27]

- Desastre Total Ultraviolento
  - DTU Alto Rendimiento Championship (2 veces)

- Dragon Gate
  - Open the Brave Gate Championship (1 vez)
  - Open the Triangle Gate Championship (1 vez) – con Eita & T-Hawk

- Progress Wrestling
  - Progress Tag Team Championship (1 vez) – con Bandido

- Ring of Honor
  - ROH World Six-Man Tag Team Championship (1 vez) – con Bandido & Rey Horus

- The Crash
  - Campeonato de Peso Crucero de The Crash (1 vez)
  - Campeonato en Parejas de The Crash (1 vez) - con Bandido

- Pro Wrestling Illustrated
  - Situado en el Nº340 en los PWI 500 de 2016[28]
  - Situado en el Nº341 en los PWI 500 de 2019[29]

- Wrestling Observer Newsletter
  - Lucha 5 estrellas (2019) con Bandido y Rey Horus vs. Black Taurus, Laredo Kid y Puma King en PWG SIXTEEN el 26 de julio.